# Гргарське Равне
Гргарське Равне (словен. Grgarske Ravne) — поселення в общині Нова Горица, Регіон Горишка, Словенія. Висота над рівнем моря: 517,3 м. Розташоване на північ від Гргар.